# 浅田満
浅田 満（あさだ みつる、1938年12月6日 - ）は、日本の実業家。食肉卸売業のハンナン（現：ハニューフーズ）会長、部落解放同盟元地方役員。食肉業界の顔役（ドン）と呼ばれる。別名、浅田満利。

## 経歴
大阪府羽曳野市向野に生まれる。1947年、実父が食肉卸「浅田商店」を設立。そのため小学校5年生の時から店を手伝う。1951年頃、入学式の直後に中学校を中退して大阪市淀川区三国の食肉小売店「神戸屋」で奉公。その後、大阪市阿倍野区北畠の肉屋にも奉公。日本ハム会長の大社義規に取り入り、1964年に日本ハムの子会社「日本ミート」の専務に就任。1967年12月、浅田商店を株式会社阪南畜産浅田商店に商号変更、取締役に就任。
30歳の時に大阪同和食肉事業共同組合の専務理事に就任する。また、かつて部落解放同盟大阪府連向野支部副支部長に就任していた時期があり、部落解放同盟の支援の下に1970年に同和食肉を設立した。
翌1971年2月28日、被差別部落をテーマとした映画『橋のない川』第二部の上映に携わっていたとして、羽曳野市職員労働組合副委員長を襲撃。部落解放同盟大阪府連向野支部員19名と共に羽曳野市職員組合の一役員の結婚式場へ乱入し傷害事件を起こした。
1986年に大阪地検特捜部が、部落解放大阪府企業連合会（大企連）加盟のパチスロ業者「東京パブコ」と系列4社の脱税事件を摘発した。脱税額は当時最高の約37億円であり、7人が検挙された（東京パブコ脱税事件）。この摘発の動きに危機感を抱いた浅田は、1987年に突如、時効未成立の過去に遡って修正申告し、100億円以上の税金を納付するという荒業で危機をしのいだ。これまで浅田が長者番付に載った記録はない。
ハンナンの北海道進出に伴い、中川一郎などの政治家や官僚と関係を持つようになり、輸入牛肉の割り当てを巡る利権を握るようになる。1987年10月、贈賄容疑で逮捕。外国産牛肉の放出枠の割り当てをめぐって畜産振興事業団幹部に600万円を渡し、便宜を図らせた容疑だった。1988年3月、東京地方裁判所にて懲役1年6月、執行猶予3年の有罪判決を言い渡されたが、その場で裁判長の豊田健に向かって「（執行猶予期間が）長すぎるんじゃないですか」と食ってかかり、驚いた裁判長にたしなめられたことがある。
食肉産業の他、建設や金融の分野でもハンナンのグループ企業として昭栄興業（羽曳野市）を設立し、弟たち（元山口組系白神組舎弟頭浅田組浅田照次組長と元山口組系初代山健組舎弟浅田会浅田英教会長）をこれらのグループ企業の社長に据え、山口組の威光を利用して中部国際空港建設事業に絡む利権の半分を独占した。羽曳野市では「浅田一派に馳せ参じないと絶対仕事は取れない」と工事受注を諦めている土建業者が何社もあるという。親族にも、元山口組山健組秀誠会幹部池田組池田雅人組長や元一和会幹部村上組村上幸二組長がいる。
故郷の羽曳野市に2軒の豪邸を持つ。3000坪以上の敷地に建坪471坪の住まいが新宅（敷地の地下には、一兆円の金が埋まっている。）、総面積1185坪に延べ床面積が158坪の住まいが旧宅。旧宅にはドラクロワなどの泰西名画の本物が飾ってあり、浅田の娘が小学生の時、美術の時間に教科書を見て「この絵、うちにある!」と叫んだという話がある

### ハンナン事件
2004年4月17日、BSEに関する国の補助制度を利用し不正を行ったとして、詐欺罪など複数の容疑で逮捕される（ハンナン事件）。複数の政治家や官僚、財界人、暴力団員と幅広い交流があったともされる。2004年12月23日、史上最高額の20億円という保釈保証金を払って保釈された。
また翌2005年1月に『サンデープロジェクト』がハンナン事件を取り上げた際、部落解放同盟中央委員会が「部落差別だ」と抗議し糾弾に至った「サンデープロジェクト糾弾事件」が発生している。
2005年5月27日、大阪地方裁判所にて懲役7年の実刑判決が言い渡された（これに先立つ2005年5月11日、大阪地裁では浅田満の共犯として実弟の浅田暁ら5人が詐欺や補助金適正化法違反で執行猶予つきの有罪判決を受けていた）。2008年3月4日、大阪高等裁判所の控訴審でも懲役7年の実刑判決が支持された。
2012年2月27日、最高裁判所第二小法廷（古田佑紀裁判長）における口頭弁論にて、検察側が詐欺罪と補助金適正化法違反の2つの罪について有罪主張を維持しつつ、証拠隠滅教唆の罪については有罪認定に誤りがあったとして無罪を認めた。一方、弁護側は詐欺罪についても無罪主張を維持した。同年4月2日の判決で、発見された書類は複製の可能性が高いとして有罪を維持した二審判決を「重大な事実誤認をした疑いが顕著」として破棄、大阪高裁に差し戻した。2013年12月25日に大阪高裁は証拠隠滅教唆罪を無罪としつつ詐欺罪と補助金適正化法違反を有罪として懲役6年8月の実刑判決を言い渡した。2015年4月8日、最高裁が上告を棄却して判決が確定、2016年11月23日に収監された。
浅田を取り上げた著作に『食肉の帝王』や『同和利権の真相』などがあるが、ハンナン事件で2004年に逮捕される以前は同和問題も影響して、浅田をマスメディアが批判する記事などはタブーと喧伝され、浅田自身も目立つことを極端に嫌うため情報量も少なく撮られた写真もほとんどなかった。部落解放同盟と対立する立場を取る日本共産党を中心に、たびたび批判の的となっている。
ハンナン事件について、京都産業大学教授の灘本昌久は、「今回の事件は、犯罪をおかした人が偶然部落民だったわけではなく、部落差別を悪用した犯罪である。考えようによっては、一介の市民が差別発言したよりも犯罪的でさえある。部落解放運動の内部から、今回の問題にたいして失望や怒りの声があまり聞こえてこないのだが、この問題を部落解放同盟が放置するようであれば、同じ穴のムジナと思われてもしかたがない。そうなれば、ついには『人権マフィア』という有難くないレッテルも甘んじて受けなくてはならなくなる」と論評した。また灘本は「サンデープロジェクト糾弾事件」についても部落解放同盟の糾弾を「ハンナン事件を擁護するもの」と厳しく批判した（サンデープロジェクト糾弾事件#部落解放同盟への批判を参照）。

## 親交のある人物
- 海原壱一 - 海原建設社長、大阪府同和促進協議会理事、大阪府同和建設協会専務理事。同郷の先輩にあたる海原を浅田はライバル視していたといわれる[11]。和歌山県太地町に「海原御殿」と呼ばれるヘリポート付き時価3億円の別荘を建て、6頭のイルカやクジラを飼い、専用のヘリコプターで降り立つなどの派手な生活ぶりが報道された[12]。
- 江頭匡一 - ロイヤルホスト創業者取締役。『日本経済新聞』連載『私の履歴書』第27回（1999年5月28日付）で浅田との交際を明言、浅田を「情に厚く頼りがいのある人柄」と賛美。1979年には浅田と合弁で「ロイヤルハンナンミートパッキング」を設立。
- 岡田進 - 藤井寺市選出の大阪府議（自民党）、大阪府議会議長。1994年、泉南市議会が関西空港の全体構想に反対する決議を出した折、浅田の提供する資金によって決議撤回を工作[13]。1997年には大阪府発注の公共工事をめぐって業者から現金200万から300万円を受け取り、2001年、斡旋収賄容疑で逮捕された。
- 鈴木宗男 - ハンナン資金で選挙に当選[14]。1998年秋、天皇や皇后の主催する園遊会に浅田を招いた（ただし浅田自身は出席を辞退）のも鈴木だった[15]。また、鈴木が収監される前に乗り回していたセルシオは、浅田が社長を務めるハンナンマトラスの所有車であり[16]、鈴木の政治団体「大阪食品流通研究会」の大阪連絡所は、やはり浅田が社長を務める南大阪食肉畜産荷受（羽曳野市）の中に置かれていた[16]。また浅田と鈴木宗男は、北の富士（第52代横綱、NHK専属相撲解説者）が12代九重として師匠をしていた頃の「九重部屋のタニマチ」であった。鈴木宗男が1984年10月に幕内・若の富士（斎藤昭一）と浅田の長女の結婚式で[14]、浅田が1990年2月に横綱・北勝海の結婚式で仲人を務めた[17]のはその関係である。1992年に13代九重(第58代横綱・千代の富士)が九重部屋を継承。翌年、8代八角（第61代横綱・北勝海）が独立し、そのときに先代師匠(北の富士)はじめ部屋付き年寄が全て八角部屋に移籍した。2020年現在、鈴木宗男は八角部屋の後援会長をしており、八角部屋の大阪場所宿舎は元若の富士が代表取締役を務める味喰笑（びっくじょう）羽曳野店の敷地内にある[18]。
- 田中森一 - 田中が検事を辞任して弁護士に転じたとき、浅田は田中の事務所開きの席に現金1000万円の祝儀を持参している[19]。田中は浅田について「五代目（渡辺芳則）の金を預かって運用してるという話は、よく聞いた」と述べている[19]。
- 中川一郎 - 父親が馬喰だった縁から、馬喰仲間の紹介で浅田と知り合う。ハンナンが北海道に進出して牧場を持つとき、農業委員会に働きかけて認可に力を貸した[20]。これを恩に着た浅田は中川のためにジェットヘリを注文したことがある[21]。1983年1月に中川が自殺した際には、浅田は中川の兄弟を訪ねて3億円を贈り[22]、北海道広尾町の中川一郎記念館建設を助けた。
- なべおさみ - 各界に広い人脈を持っているとされ、溝口敦のノンフィクション『食肉の帝王』では、ハンナングループの元会長浅田満の側近と描かれている。
- 野中広務 - 衆議院議員、京都府船井郡園部町長、京都府副知事、内閣官房長官、自由民主党幹事長、自由民主党行政改革推進本部長などを歴任。野中自身も京都の被差別部落出身である。
- 福谷剛蔵 - 羽曳野市長。選挙事務所をハンナングループの所有地に置いていた。月に2〜3度浅田を訪ね、そのたびに2000万円から3000万円の金を渡され、その見返りとして浅田に公共工事の入札予定価格を漏洩していたとされる[23]。このほか、浅田の弟が経営する浅田建設（ハンナングループの食肉工場に届出住所を置く同族企業）に対し、1991年から1995年の5年間だけで12億5000万円の公共工事を発注。さらに、浅田に自宅敷地として市有地約3000m2を月1万円という法外に安い賃料で貸していたことなどが明るみに出て辞職に追い込まれた。
- 藤村芳治 - 名古屋市の食肉会社「フジチク」社長、愛知県同和食肉事業協同組合（愛知同食）代表理事。浅田の「舎弟」と呼ばれる。BSE問題#日本のBSE問題の際にはフジチクがハンナングループから仕入れた輸入肉を使って牛肉偽装事件を起こし、補助金約13億8000万円を不正受給した。脱税や強制執行妨害でも起訴され、名古屋地方裁判所で懲役8年、罰金3億円の有罪判決を受けた（フジチク (名古屋市の企業)#ハンナンとの関係も参照）。
- 堀口武視 - 泉南市議会議長。1994年に泉南市議会が関西空港の全体構想に反対する決議を出した折、浅田の提供する資金によって決議撤回を工作した[24]。このため1997年に贈賄容疑で逮捕された。
- 松山千春 - 浅田から「ちいちゃん」と呼ばれる仲であり、家族付き合いをしている[25]。
- 横山ノック - 大阪府知事になる前、1990年代初頭から浅田と交際。浅田に借金を肩代わりさせたこともある[26]。
- 渡辺芳則 - 山口組5代目組長。浅田の弟が山健組初代組長の山本健一の舎弟だったことからハンナングループと親交を結ぶ。1986年に浅田の父が死んだ時にも、1996年に浅田の妻が死んだ時にも渡辺は葬儀に参列した[27]。浅田は渡辺の依頼に応じて土地やマンションを購入し、渡辺の家族の名義で1億7200万円の定期預金を行っている[28]。この他、渡辺の妻がハンナングループ企業の取締役に名を連ねるなど[28]、浅田とは家族ぐるみの交際を結んでおり、渡辺を「ナベちゃん」と呼ぶ間柄である[21]。